# Tipula bihastata
Tipula bihastata är en tvåvingeart som beskrevs av Alexander 1941. Tipula bihastata ingår i släktet Tipula och familjen storharkrankar. Inga underarter finns listade i Catalogue of Life.